# Homologação de software
A homologação de software no Brasil é o processo por que os softwares para venda no varejo passam, conforme lei federal 9.532/97 art 61,62,63 onde ao seu término exige que as Secretarias da Fazenda devam tomar as precauções necessárias para atestar que o software não irá burlar a impressora fiscal ECF.

## Processo burocrático
O processo é baseado em diversas portarias dos estados, que acabam por serem confusas em certos aspectos técnicos
Um dos eixos principais da burocracia deste sistema é a necessidade de homologar cada versão, porém o Governo Federal altera particularidades da lei, tornando-se impossível a utilização de versões dentro da legislação.

## Determinações ultrapassadas
Existem determinações ultrapassadas nas homologações dos estados:

### Exemplos
| Obrigatoriedade                                                                       | Motivos |
| ------------------------------------------------------------------------------------- | --- |
| ..Caso o cabo de rede seja desconectado o aplicativo tem que continuar funcionando... | Hoje existe outros tipos de conexões como Bluetooth que vem por padrão em certas placas, sendo assim esse ponto da lei não influi em nada quando se quiser burlar a mesma. |
| ...Pedido do Executavel com hash em MD5 ou outros tipos de criptografia...            | Isso permite que o governo tenha certeza que o executavel é o mesmo que ele homologou, mas impede o desenvolvimento em liguagem atuais como JAVA, PHP e etc. Fazendo com que o país fique atrasado perante os outros países em termos de projeções futuras. |
| ...Preços cobrados pela homologação...                                                | Apesar do Brasil cobrar um dos maiores encargos do mundo em impostos as empresas homologadas são obrigadas a pagar taxas de R$2.000.00 a R$4.000.00, cada vez que fizer uma nova versão do programa |
| ...Uso do pinpad...                                                                   | Com o desenvolvimento do e-commerce o uso do pinpad está começando a ser obsoleto pois a pessoa não precisa nem de cartão para fazer um transferência eletrônica de fundos, basta ela passar o numero do cartão ou titulo pago. |
| ...Impressora Fiscal é imprescindível?...                                             | Os recursos tecnológicos hoje permitem fazer toda essa operação na forma digital, sem uso de impressoras especias e portanto com custo muito mais reduzido, economia de papel, do uso de tinta, etc. |
| UMA SOLUÇÃO                                                                           | Bastaria armazenar num arquivo de banco de dados todas os dados e operações referentes a vendas e transferir esse arquivo para o fisco. A seguraça para o armazenamento e transmissão dos dados poderia ser obtida por meio de criptografia, por exemplo. O recibo para o comprador seria simplificado e sucinto, tipo um número e pouco mais (impresso em impressora comum) para acessar os detalhes da venda, se e quando necessário. |

## Benefícios
Os benefícios criados pela homologação de softwares visam o pagamento do tributo ao governo unicamente.

## Homologação de softwares para o Sistema Operacional GNU/Linux
Independente do sistema operacional, todo software utilizado por empresas que exercem a atividade de venda ou revenda de bens a varejo e as empresas prestadoras de serviços estão obrigadas ao uso de equipamento Emissor de Cupom Fiscal - ECF, sendo necessário homologa-lo.
Em SP, por exemplo, deve ser seguido a CAT 108/03 .

## Constituição Nacional
As homologações ferem a constituição nacional pois não existem leis estaduais específicas sendo que só o presidente da república poderia criar lei complementar para auxiliar a lei federal.